# Jizbice
Jizbice är en ort i Tjeckien.   Den ligger i regionen Mellersta Böhmen, i den centrala delen av landet, 40 km öster om huvudstaden Prag. Jizbice ligger 235 meter över havet och antalet invånare är 287.
Terrängen runt Jizbice är platt. Runt Jizbice är det ganska tätbefolkat, med 70 invånare per kvadratkilometer. Närmaste större samhälle är Mladá Boleslav, 18,2 km norr om Jizbice. Trakten runt Jizbice består till största delen av jordbruksmark.